# Подмосковье (голбольный клуб)
«Подмосковье» — советский и российский голбольный клуб из города Королёв Московской области. Четырёхкратный чемпион России по голболу (2010—2013).

## История
Команда создана в 1985 году на базе школы-интерната для слепых в посёлке Болшево города Калининград Московской области (сейчас район города Королёв) для участия в дебютном юношеском первенстве РСФСР по голболу. Впоследствии выступала на первом чемпионате РСФСР по голболу 1986 года.
После распада СССР розыгрыш чемпионата страны был прерван. Команду воссоздали в начале 2000-х годов на базе того же интерната, базировавшегося в Королёве. В 2002 году мужская команда «Подмосковья» дебютировала на чемпионате России по торболу, в 2005 году — на чемпионате России по голболу, заняв в дебютном сезоне 4-е место. В ряде турниров выступает под маркой сборной Московской области.
За период выступлений «Подмосковье» четырежды выигрывало чемпионат России по голболу (2010—2013), четырежды становилось серебряным призёром (2006, 2008, 2017—2018), трижды — бронзовым (2014—2015, 2021). В 2009 году завоевало Кубок России.
В 2011 году команда завоевала бронзу международного турнира в Люблине, в 2018 году — международного турнира во Вроцлаве. В том же году «Подмосковье» дошло до четвертьфинала европейской Суперлиги, где уступило шведскому «Мальмё».
В 2018 году клуб с целью развития и популяризации голбола в России организовал цикл выставочных матчей. Один из них состоялся в ноябре в Мытищах в перерыве международного баскетбольного матча между «Химками» и черногорской «Будучностью» в присутствии 4 тысяч зрителей.
В 2019 году Подмосковье стало бронзовым призёром чемпионата Литвы.
В 2022 году Подмосковье выиграло чемпионат Белоруссии и международный турнир по голболу в Королёве.
В 2023 году «Подмосковье» участвовало в голбольном турнире соревнований паралимпийцев «Мы вместе. Спорт» в Нижнем Новгороде.
Женская команда «Подмосковья» в 2005 году впервые участвовала в спартакиаде «Республика Спорт» и Кубке России.
Капитан мужской команды — Алексей Шипилов, капитан женской команды — Ольга Лихацкая.

## Достижения

### Мужчины
- Чемпион России (4): 2010, 2011, 2012, 2013.
- Серебряный призёр чемпионата России (4): 2006, 2008, 2017, 2018.
- Бронзовый призёр чемпионата России (3): 2014, 2015, 2021.
- Чемпион Белоруссии (1): 2022.
- Бронзовый призёр чемпионата Литвы (1): 2018.